# Polycliniques en Algérie
La polyclinique en Algérie est la structure médiane du système de santé national, entre la salle de soins et l'hôpital. En 2022, l’Algérie comptait 1 767 polycliniques.

## Présentation
Ce sont des structures extra-hospitalières qui ont pour objectif la prise en charge généraliste et spécialisée des malades orientés par les structures de prévention et de soins de base de la population que sont les salles de soins.
C'est sous la tutelle des hôpitaux algériens qu'est organisée et programmée la distribution des soins dans ces polycliniqes.
La répartition de ces polycliniques sur le territoire national algérien se fait pour couvrir les chefs-lieux des communes et des daïras pour recevoir les malades orientés par les salles de soins des quartiers et des villages environnants après avoir bénéficié des soins de base et de la prévention.
Cette hiérarchisation des soins permet aux malades algériens s’adressant aux polycliniques de bénéficier d'une prise en charge sanitaire adéquate avant d'être éventuellement orientés vers les hôpitaux qui ont pour vocation première l’hospitalisation en plus des urgences médico-chirurgicales.
Ainsi, ce système de hiérarchisation de la carte sanitaire algérienne prévoit que les citoyens sont appelés à être orientés vers les structures médianes de santé que sont les polycliniques à partir des structures de proximité que sont les salles de soins dans les quartiers et les villages, et ce, pour désengorger les hôpitaux du flux humain des demandeurs de soins de base.